# Gildo Mahones
Gildo Mahones (2. června 1929, New York – 27. dubna 2018) byl americký jazzový klavírista. Svou kariéru zahájil koncem čtyřicátých let, ale z důvodu nástupu do armády (sloužil v Korejské válce) ji musel na čas přerušit. Po návratu hrál v letech 1953 až 1956 se saxofonistou Lesterem Youngem a v letech 1959 až 1963 vystupoval coby doprovodný hudebník s vokálním triem Lambert, Hendricks & Ross. Později se věnoval převážně práci studiového hudebníka, ale také hrál s různými hudebníky při koncertech. Během své kariéry spolupracoval s mnoha hudebníky, mezi které patří například Frank Wess, Kenny Burrell, Ted Curson nebo Bennie Green. Rovněž vydal několik alb jako leader: první dvě v letech 1963 a 1964 pro vydavatelství Prestige Records a další v roce 1990 pro Interplay Records.